# إيه أس تاندا
جمعية تاندا الرياضية (بالفرنسية: Association Sportive Tanda)‏ هو نادٍ لكرة القدم إيفواري مقره في تاندا.